# Honduras en la Copa de Oro de la Concacaf 2013
La Selección de Honduras fue uno de los 12 equipos participantes de la Copa de Oro de la Concacaf 2013, que se realizó en Estados Unidos.
Entre sus jugadores destacan figuras como Donis Escober, Mario Roberto Martínez, Jerry Palacios, Osman Chávez y Andy Najar, bajo la conducción técnica del entrenador Luis Fernando Suárez.

## Clasificación
Honduras se clasificó a la Copa de Oro de la Concacaf 2013 después de haber terminado como subcampeona en la Copa Centroamericana 2013, junto a Honduras también clasificaron las selecciones de Costa Rica, Belice, El Salvador y Panamá.

### Grupo B
| Equipo      | Pts | PJ | PG | PE | PP | GF | GC | DIF |
| ----------- | --- | -- | -- | -- | -- | -- | -- | --- |
| Honduras    | 2   | 2  | 0  | 2  | 0  | 2  | 2  | 0   |
| El Salvador | 2   | 2  | 0  | 2  | 0  | 1  | 1  | 0   |
| Panamá      | 2   | 2  | 0  | 2  | 0  | 1  | 1  | 0   |

| 18 de enero de 2013, 18:00 h | Honduras     | 1:1 (0:0) | El Salvador | Estadio Nacional, San José                                         |                                                                    |
|                              | Bengtson 75' | Reporte   | Burgos 77'  | Asistencia: 2500 espectadores Árbitro(s): Walter López (Guatemala) | Asistencia: 2500 espectadores Árbitro(s): Walter López (Guatemala) |

| 20 de enero de 2013, 16:00 h | El Salvador | 0:0     | Panamá | Estadio Nacional, San José                                           |                                                                      |
|                              |             | Reporte |        | Asistencia: 250 espectadores Árbitro(s): Walter Quesada (Costa Rica) | Asistencia: 250 espectadores Árbitro(s): Walter Quesada (Costa Rica) |

| 22 de enero de 2013, 18:00 h | Panamá      | 1:1 (1:1) | Honduras   | Estadio Nacional, San José                                        |                                                                   |
|                              | Sánchez 12' | Reporte   | Montes 30' | Asistencia: 3450 espectadores Árbitro(s): Roberto García (México) | Asistencia: 3450 espectadores Árbitro(s): Roberto García (México) |